# Торт фадж
Фадж торт, фадж кейк (англ. fudge cake) — шоколадний торт, який, незважаючи на назву, не містить фаджу (помадки). Натомість він намагається відобразити смак шоколадного фаджу. Його зазвичай їдять на святах, вечірках або зустрічах.

## Різновиди
Варіанти включають пудинговий фадж кейк, виготовлений із шоколадної суміші, шоколадного пудингу та шоколадної стружки. Якщо готується з додаванням шоколаду, рецепт іноді відомий як «Смерть від шоколаду».
Термін «Fudge cake» також використовується на півдні Америки для позначення щільного одношарового шоколадного торта, який подається з глазур'ю або без неї. Він схожий на брауні, але більш вологий з більшою кількістю шоколаду.